# 최사추
최사추(崔思諏, 1036년 ~ 1115년)는 고려의 문신이다. 본관은 해주(海州). 초명은 최사순(思順). 자는 가언(嘉言)이다. 문헌공(文憲公) 최충(崔冲)의 손자이다. 숙종조에 문하시중(門下侍中)에 올랐다. 시호는 충경(忠景)이다.

## 생애
어렸서부터 공부에 힘쓰고 글을 잘 지었다. 1063년(문종 17) 과거에 급제하였다. 왕이 최사추가 명문가의 자제로서 학문이 넓고 들은 것이 많다고 하여 내시(內侍)로 삼아 문답을 해보니, 왕의 뜻에 맞아 기뻐했다.
선종(宣宗)조에 전중소감 지상서호부사(殿中少監 知尙書戶部事)에 임명되었고 서경부유수(西京副留守)가 되어 나갔다. 임금의 수레가 서경(西京)에 행차하였는데, 그 때 요나라의 사신 왕정(王鼎)이 왔다. 최사추가 관반(館伴)이 되었는데, 왕정이 매일 밤에 혼자 앉아 글을 작성한다는 말을 듣고, 계략을 사용하여 그 문서를 빼앗아 왕에게 아뢰었다. 간언(諫言)하는 상소문이었는데 그 상소에는 극언(極言)하기를, “요는 태평한 날이 오래되어 군사(軍事)에 힘쓸 준비가 되어있지 않습니다.”라고 하였다. 또 송(宋)이 남하(南夏)를 정벌하는 일을 말하였다. 왕이 최사추가 사신을 접대하는 능력을 가상히 여겨 손수 조서를 내려 그를 포상하고, 임금의 수레를 호종하게 하였다. 곧이어 어사대부(御史大夫)로 임명되고, 동지중추원사 좌산기상시(同知中樞院使 左散騎常侍)로 옮겼다.
헌종(獻宗)조에 이부상서 지추밀원사(吏部尙書 知樞密院事)에 임명되었다. 숙종(肅宗)이 즉위하자 참지정사(叅知政事)에서 중서시랑평장사(中書侍郞平章事)로 승진하였고, 1103년 수태위 판이부사(守太尉 判吏部事)를 더하였다.
1103년 대장군(大將軍) 고문개(高文盖)·장홍점(張洪占)·이궁제(李弓濟), 장군(將軍) 김자진(金子珍) 등이 몰래 반역을 도모하자 최사추가 조사하여 그 죄를 다스려, 모두 남쪽 변방으로 유배 보냈다. 그 공으로 문하시중(門下侍中)에 임명되고, 보정공신(輔正功臣)의 호를 하사받았다.
1104년(숙종 9)에 수태보(守太保)로서 늙었다고 하여 세 번이나 표를 올려 사직을 청하였다. 위계정(魏繼廷)이 말하기를, “최공(崔公)이 관직에 있기에, 우리들이 태산북두(泰山北斗)처럼 우러러보며, 군국대사(軍國大事)에 그 의견을 모두 따랐는데, 지금 늙었다고 하여 벼슬을 그만두고자 한다면 국정(國政)은 어찌하겠습니까?”라 하였다. 그 때 왕이 수춘궁(壽春宮)에서 곡연(曲宴)을 베풀었는데, 최사추를 불러 잔치에 참석하도록 하였다. 최사추가 일어나 왕에게 장수를 기원하는 술잔을 올리자 숙종이 친히 그에게 술을 따르면서 그 손을 잡고 말하기를, “경이 만약 굳이 물러가려고 한다면, 누구와 함께 국정을 운영하겠는가? 짐은 어진 사람을 우대하고 원로를 중요하게 여기니 차마 따를 수 없다.”라 하였다. 대답하여 말하기를, "나이 70세에 치사(致仕)하는 것은 예(禮)입니다. 신이 이미 늙어 나라에 도움이 되지 못하니 원컨대 돌아가려는 뜻을 따르게 해주소서."라 하니, 왕이 치사를 허락하였다.
예종(睿宗)조에 수태사 중서령(守太師 中書令)로 치사(致仕)하였는데, 조서(詔書)·제첩(制牒)·다약(茶藥)·의백(衣帛)·안장 얹은 말(鞍馬)을 하사하여 두터운 은혜를 나타내었다. 왕이 예전에 용봉다(龍鳳茶)를 하사하자, 최사추가 감사하는 시를 지어 올렸는데, 왕이 화답하는 시를 내렸다. 왕이 최사추의 사위인 이자겸(李資謙)의 딸을 들였는데, 태자(太子)를 낳자 왕비로 책봉하고 은혜로써 최사추에게 추성봉국공신 대녕군개국후(推誠奉國功臣 大寧郡開國侯) 식읍 2,500호 식실봉 1,500호를 더하였다. 최사추가 들어와 알현하였는데, 왕이 잔치를 하사하면서 절하지 말도록 명령하고, 집안사람의 예로 대우하였다. 최사추가 아뢰어 말하기를, "신의 나이가 80인데, 더 이상 바라는 것이 없었습니다. 바라건대 주상께서 만년동안 재위하여 삼한(三韓)을 영원토록 보전하소서."라 하였다. 말에 지극한 정성이 드러나니 왕이 감격하여 눈물을 흘렸다. 최사추의 아들·사위·손자를 불러 화주(花酒)를 하사하고 부축하여 나가 집으로 돌아가도록 하였는데, 얼마 지나지 않아서 죽었다. 왕이 연등(燃燈)에 갔다가, 중광전(重光殿)에 가서 구경하며 즐기고 있었는데, 최사추가 죽었다는 소식을 듣고 크게 슬퍼하여 잔치를 끝내도록 하였으며 3일 동안 조회를 정지하였다. 부의를 넉넉하게 하사하고 백관(百官)이 모여 장례를 치르도록 하였다. 시호는 충경(忠景)이다.
최사추는 부지런하고 청렴하였으며, 문벌과 지위로 남에게 교만하지 않았고, 벼슬한지 40여 년 동안에 작은 과실도 없었다. 재상이 되어서는 대체(大体)를 힘쓰고 보존하는 것을 논의하였으며, 감히 함부로 옛 법을 고치지도 않았다. 문인(門人)과 자제(子弟)로 와서 뵙는 사람이 있으면 항상 임금을 섬기는 도리에 대하여 가르쳤으며 개인적인 것을 말하지 않았다. 비록 벼슬에서 물러나 집에 있으면서도 나라를 생각하는 마음이 한결같았다. 숙종 묘정에 배향되었다.

## 가족 관계
- 할아버지 : 문하시중 최충(崔冲)
  - 아버지 : 상서령 최유길(崔惟吉)
    - 형 : 최사량(崔思諒)
    - 동생 : 최사훈(崔思訓)

  - 어머니 : 충주 박씨(忠州朴氏)
    - 부인 : 인천 이씨(仁川李氏)
      - 아들 : 상서우복야(尙書右僕射) 최원(崔源)
      - 아들 : 문하시랑평장사(門下侍郞平章事) 최진(崔溱)
      - 사위 : 송염(宋琰)
      - 사위 : 이자겸(李資謙)
      - 사위 : 문공인(文公仁)
      - 사위 : 류인저(柳仁著)